# ويليام دي سانت كاليس
ويليام دي سانت كاليس (بالفرنسية: Guillaume de Saint-Calais)‏ (و. 1030 – 1096 م) هو كاهن كاثوليكي فرنسي، ولد في بياوش، توفي عن عمر يناهز 66 عاماً.

## مناصب
تولى منصب
- أسقف كاثوليكي منذ 3 يناير 1081[1]
- أسقف دورهام للرومان الكاثوليك ‏ منذ 1080[1][2]

.